# A 184 (Torpedo)
Der A 184 ist ein Torpedo zur U-Boot- und Schiffsabwehr im Kaliber 53,3 cm des italienischen  Herstellers Whitehead Alenia Sistemi Subacquei (WASS).

## Geschichte
Das Ursprungsmodell Whitehead Motofides A 184 wurde in den 1970er-Jahren entwickelt und verfügte über zwei Zielsuch- und Lenksysteme. In der ersten Phase des Angriffes wird der Torpedo per Draht in Zielnähe gelenkt. Ist der Panoramasuchkopf aktiv, werden die Drähte gekappt und der Suchkopf beginnt den passiven Suchlauf. In der letzten Phase sucht der Torpedo aktiv und erhöht automatisch die Angriffsgeschwindigkeit. Wie die meisten elektrisch angetriebenen Torpedos verfügt der A 184 über eine Silber-Zink-Batterie. Der Antrieb ist wie bereits beschrieben auf zwei Geschwindigkeiten festgelegt. Eine langsame für den ersten Teil des Angriffes und eine hohe für die letzte, aktive Phase des Angriffs. Das Mittelmeer erwies sich als schwieriges Terrain für den A 184. In der Folge entwickelten die italienischen Ingenieure einen kleineren Torpedo, den A244-S.
Der A 184 kann von Unterseebooten und Überwasserschiffen eingesetzt werden. Mittlerweile wird er unter den Bezeichnungen Black Shark und A184 mod.3 in der dritten Generation produziert und wurde entsprechend modernisiert.

## Nutzer
Der A184 ist der Standard-Torpedo mit 533 mm-Durchmesser in der Marina Militare.
- Italien: U-Boot-Klasse 212 A, Sauro-Klasse, Maestrale-Klasse